# Carl E. Wieman
Carl Edwin Wieman (Corvallis, Oregón; 26 de marzo de 1951) es un físico estadounidense, ganador del Premio Nobel de Física en 2001 junto con Eric A. Cornell y Wolfgang Ketterle, en 1995, produjeron el primer condensado de Bose-Einstein. Wieman fue estudiante de Theodor W. Hänsch, en la Universidad de Stanford.

## Algunas publicaciones
- Donley, Elizabeth A.; Neil R. Claussen; Simon L. Cornish; Jacob L. Roberts; Eric A. Cornell; Carl E. Wieman (19 de julio de 2001). «Dynamics of Collapsing and Exploding Bose−Einstein Condensates». Nature 412 (6844): 295-299. Bibcode:2001Natur.412..295D. PMID 11460153. arXiv:cond-mat/0105019. doi:10.1038/35085500.

- Matthews, Michael R.; B.P. Anderson; P.C. Haljan; D.S. Hall; C.E. Wieman; E.A. Cornell (1999). «Vortices in a Bose-Einstein Condensate». Phys. Rev. Lett. 83 (13): 2498-2501. Bibcode:1999PhRvL..83.2498M. arXiv:cond-mat/9908209. doi:10.1103/PhysRevLett.83.2498.

- Walker, Thad; David Sesko and Carl Wieman (1990). «Collective Behavior of Optically Trapped Neutral Atoms». Phys. Rev. Lett. 64 (4): 408-411. Bibcode:1990PhRvL..64..408W. PMID 10041972. doi:10.1103/PhysRevLett.64.408.

- Tanner, Carol E.; Carl Wieman (1988). «Precision Measurement of the Hyperfine Structure of the 133Cs 6P3/2 State». Phys. Rev. A 38 (3): 1616-1617. Bibcode:1988PhRvA..38.1616T. PMID 9900545. doi:10.1103/PhysRevA.38.1616.